# Неферсдорф
Неферсдорф (нім. Neversdorf) — громада в Німеччині, розташована в землі Шлезвіг-Гольштейн. Входить до складу району Зегеберг. Складова частина об'єднання громад Лецен.
Площа — 7,22 км2. Населення становить 711 ос. (станом на 31 грудня 2020).